# Autoportraits de Gustave Courbet
Les autoportraits de Gustave Courbet sont une des parties les plus significatives de l'œuvre de l'artiste ornanais. Dans le cours de sa carrière artistique, Gustave Courbet s'est représenté souvent en se mettant en scène, particulièrement dans ses œuvres de jeunesse d'inspiration romantique (le Sculpteur, l'Homme blessé...). Le point culminant de cette production d'autoportraits est L'Atelier du peintre où l'artiste se représente au centre d'une vaste composition allégorique, entouré de personnages et de proches.

## Les premiers autoportraits

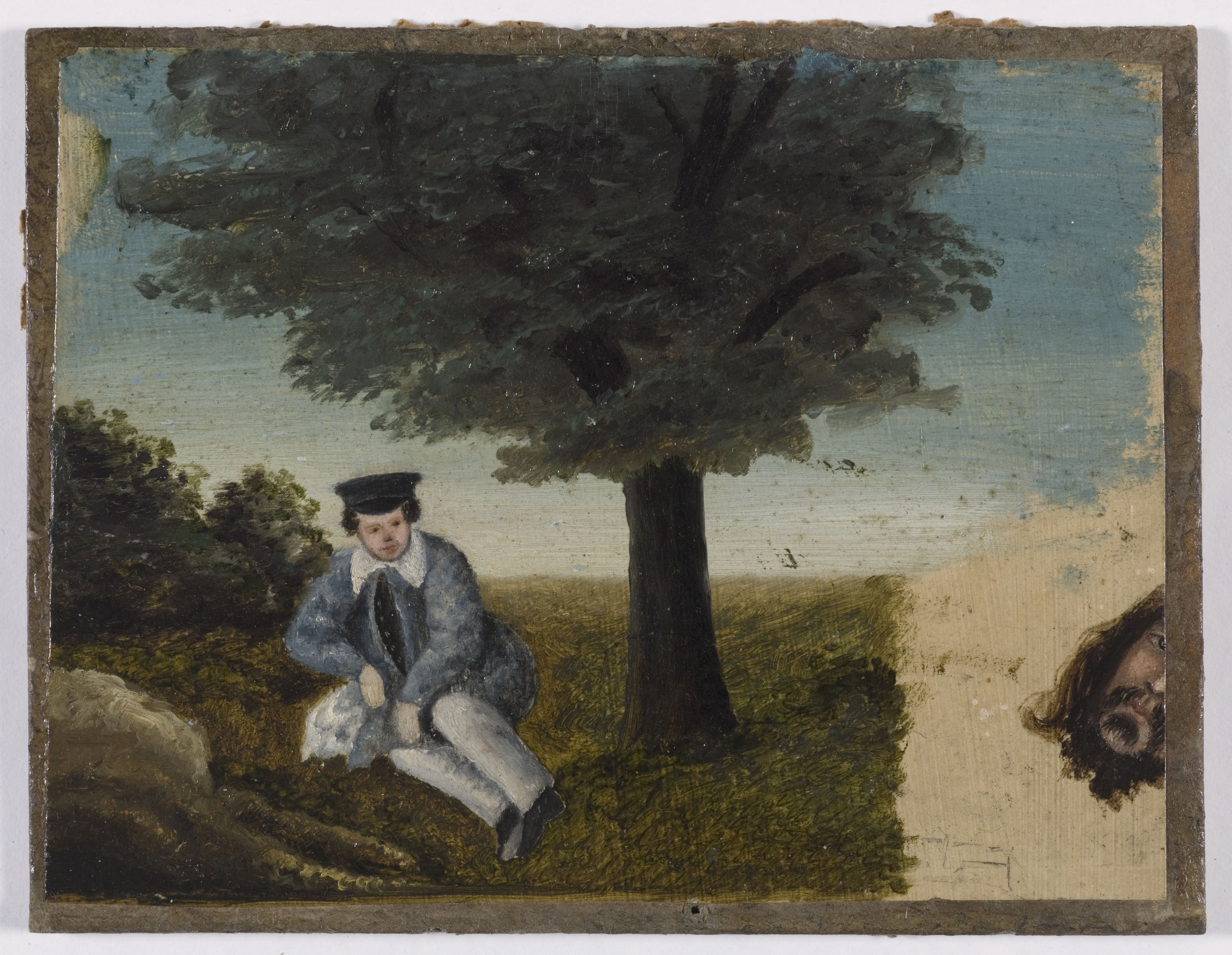
Autoportrait de Gustave Courbet à l'âge de quatorze ans — fragment de tête barbue (vers 1833), musée Carnavalet.
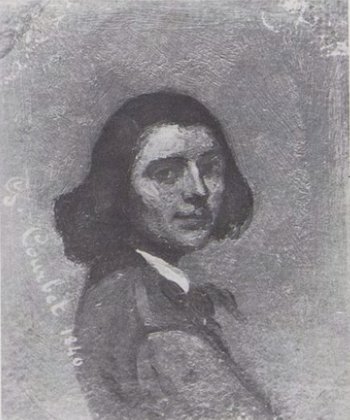
Portrait de Courbet par lui-même (1840), localisation inconnue (F 10 - 1977).
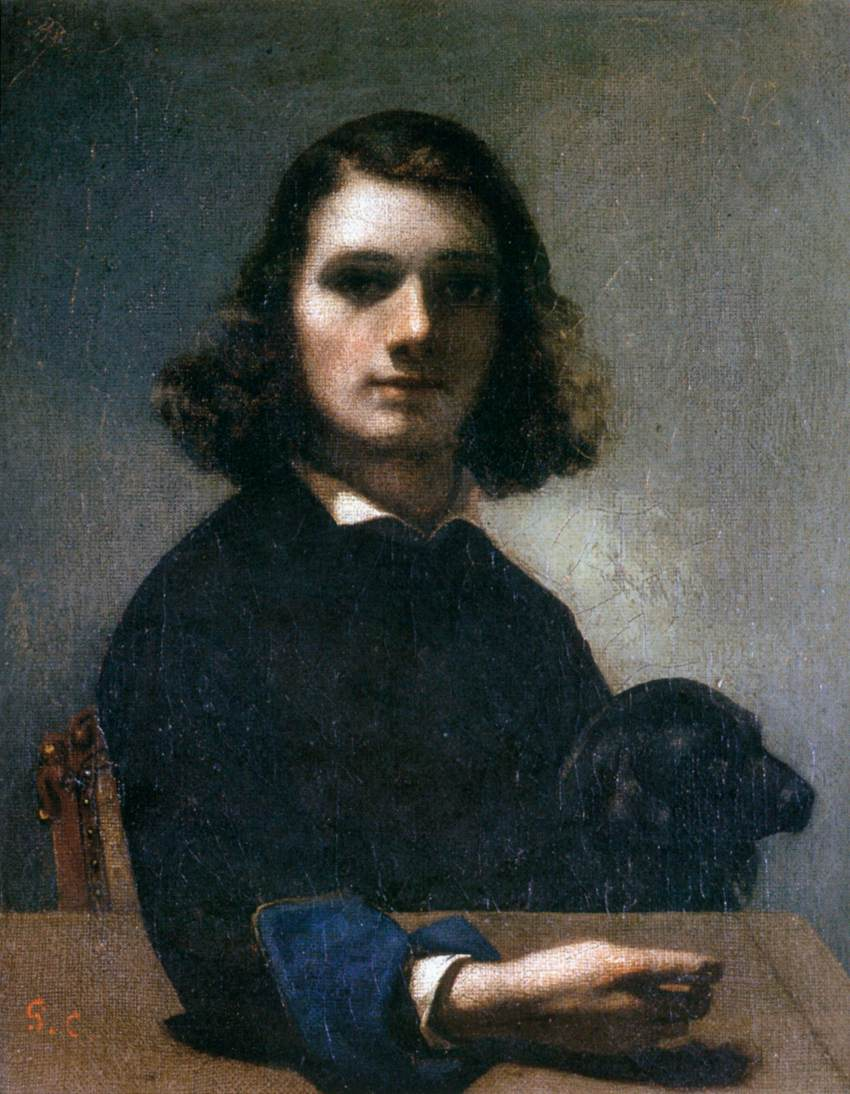
Petit Autoportrait au chien noir (1842), musée de Pontarlier.
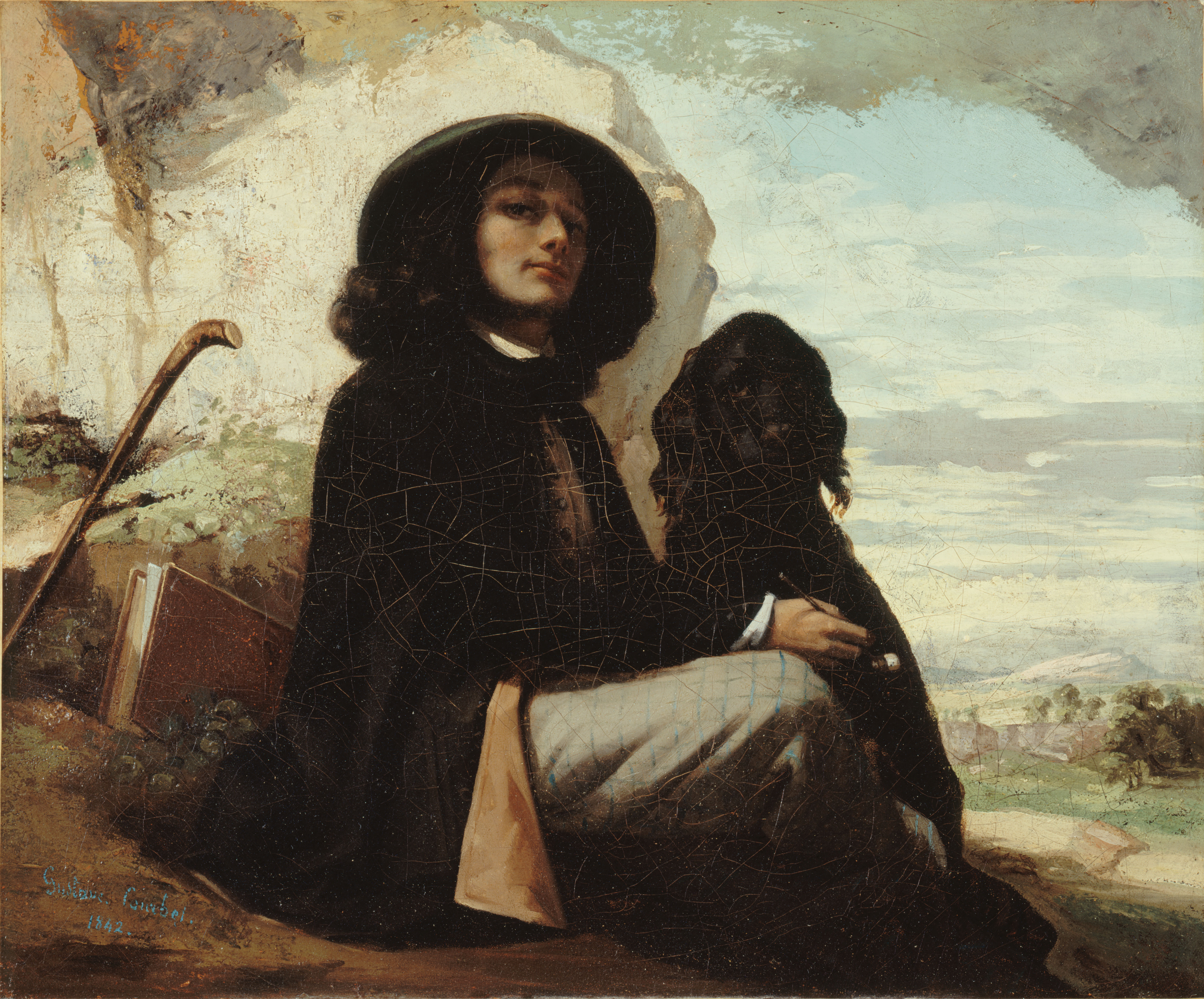
Autoportrait dit Courbet au chien noir (1842-1844), Petit Palais.

## L'artiste en personnage romantique

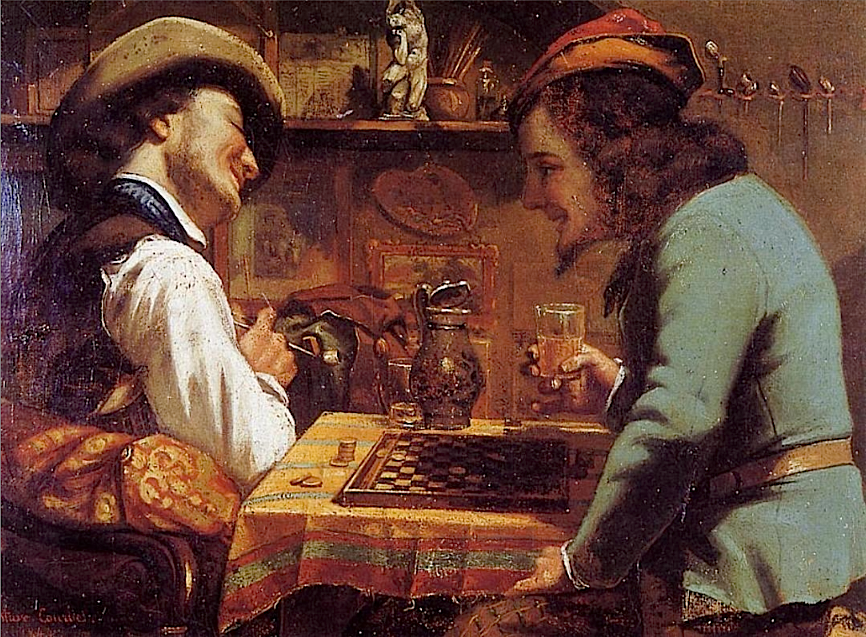
Les Joueurs de dames (1844), collection Adolpho Hauser.
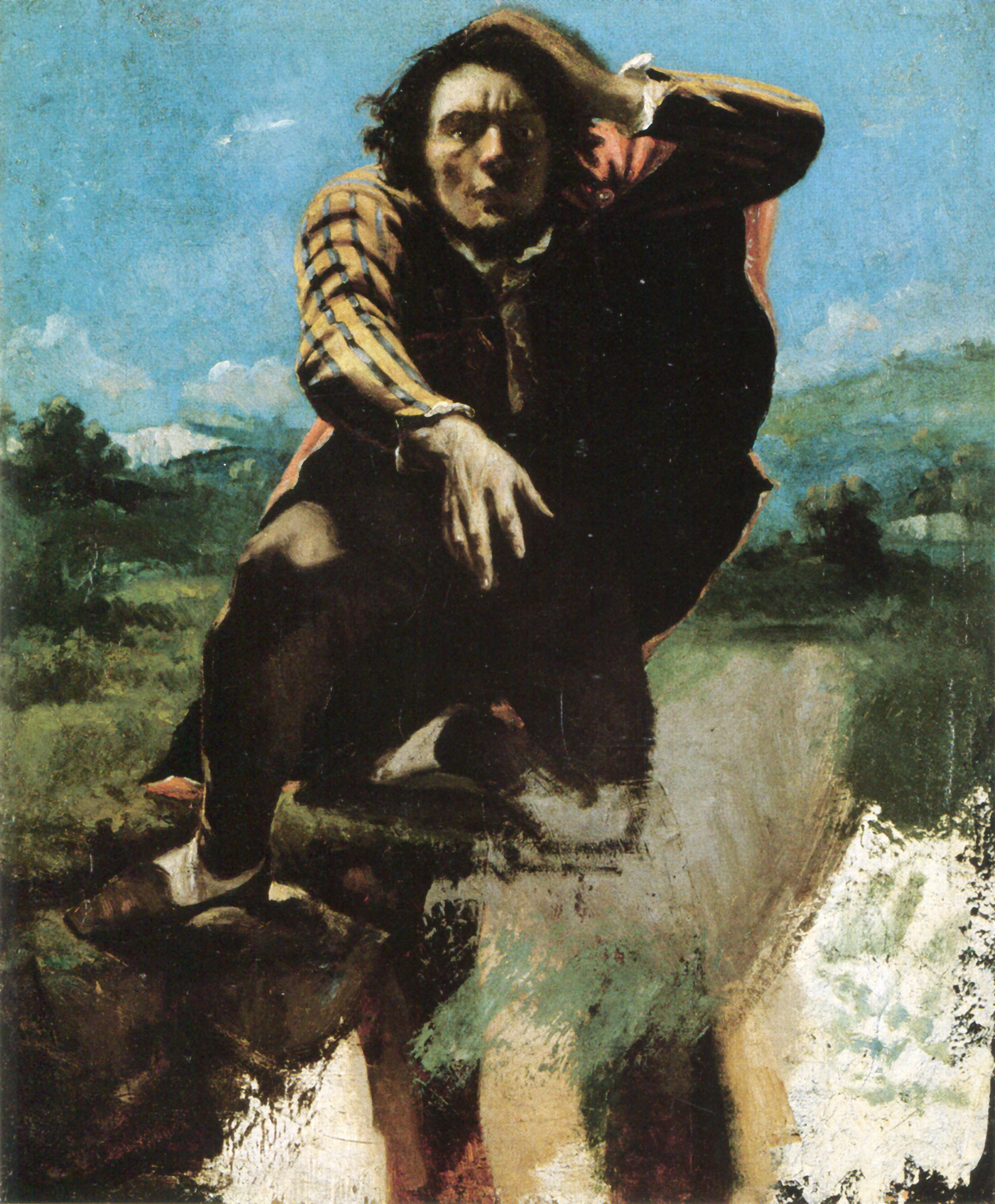
Homme rendu fou par la peur (1844), musée national de l'art, de l'architecture et du design de Norvège
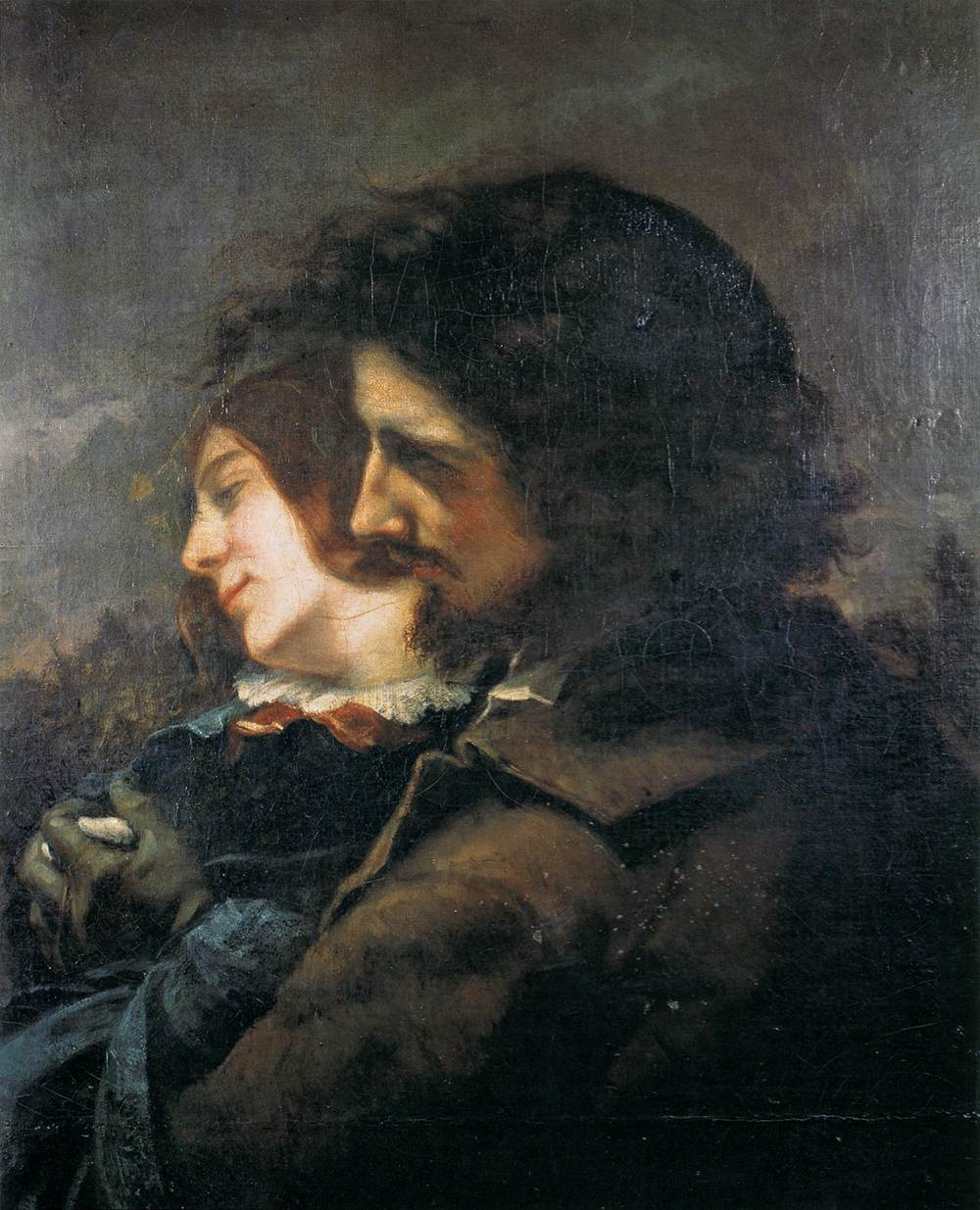
Les Amants heureux (1844), musée des Beaux-Arts de Lyon.
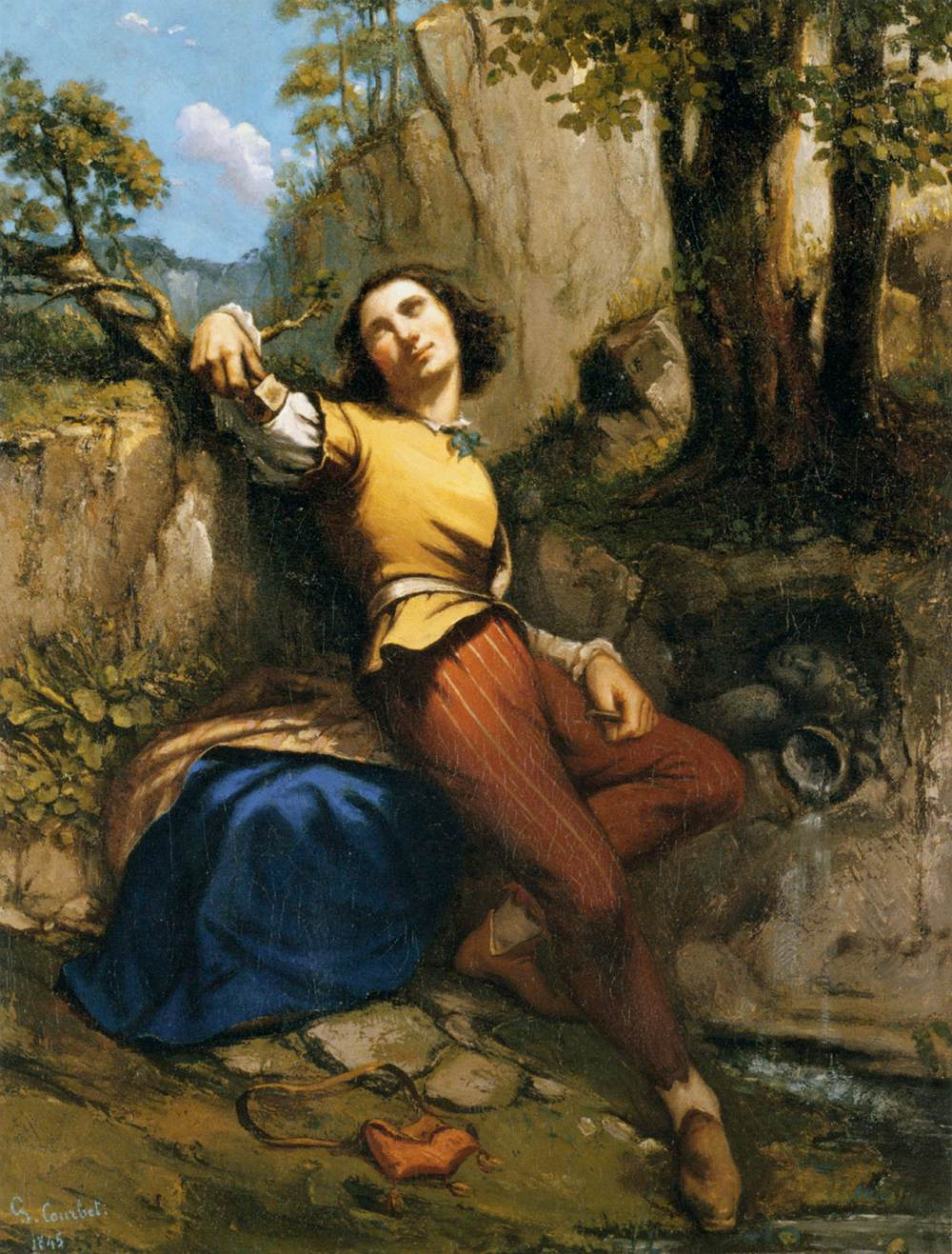
Le Sculpteur (1845), localisation inconnue.
Le Désespéré (1843-1845), Conseil Investissement Art BNP Paribas.
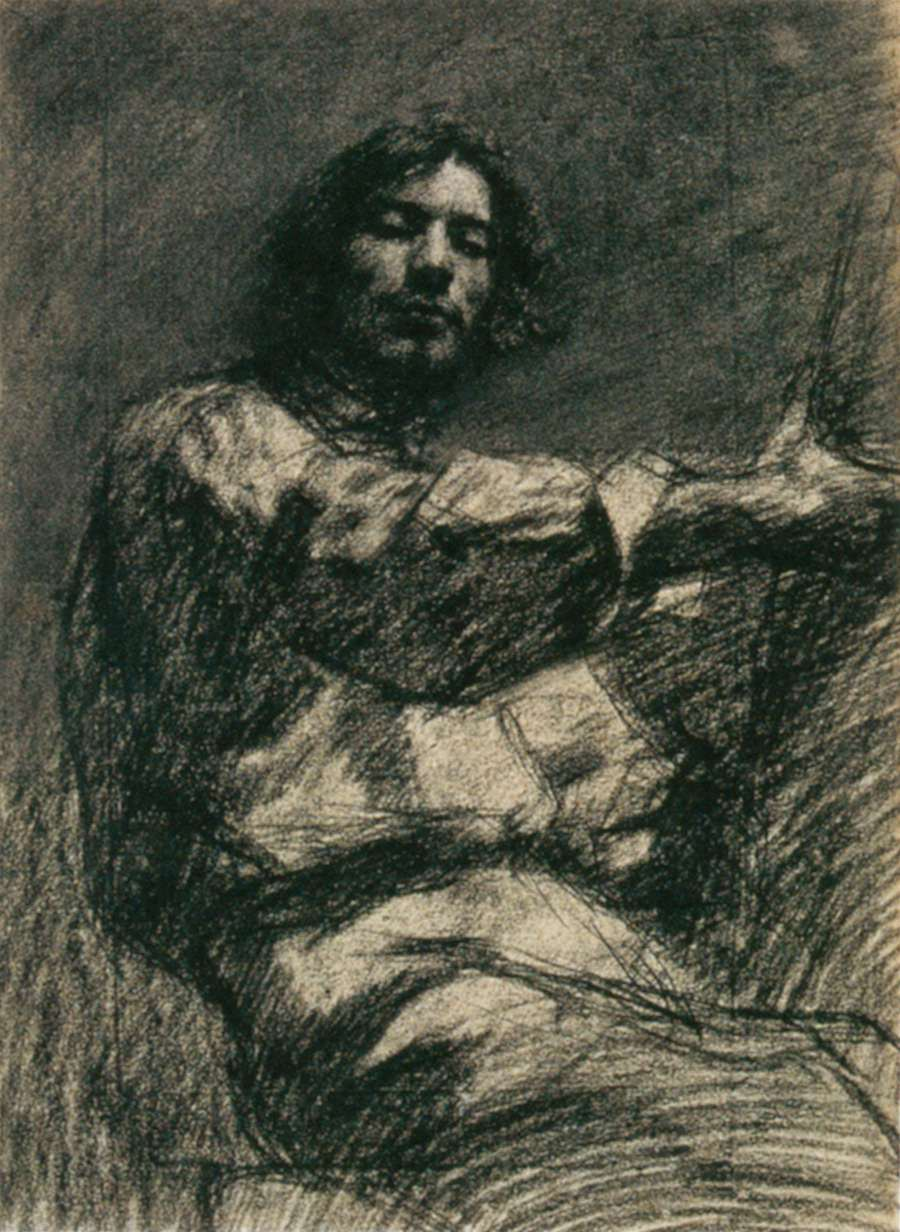
Jeune Homme assis (dessin, 1847), loc. inconnue.
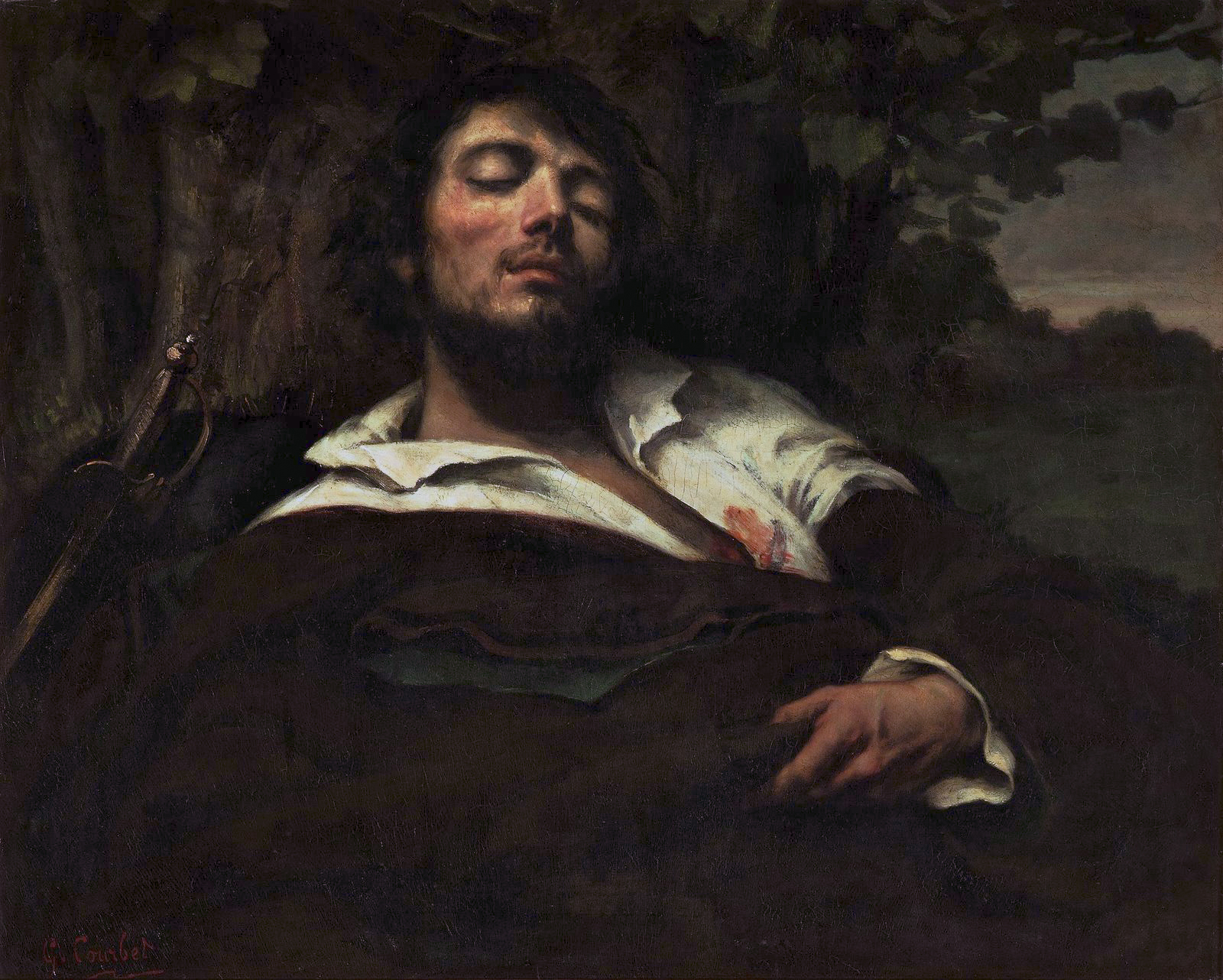
L'Homme blessé (1844-1854), musée d'Orsay.

## Affirmation de l'artiste

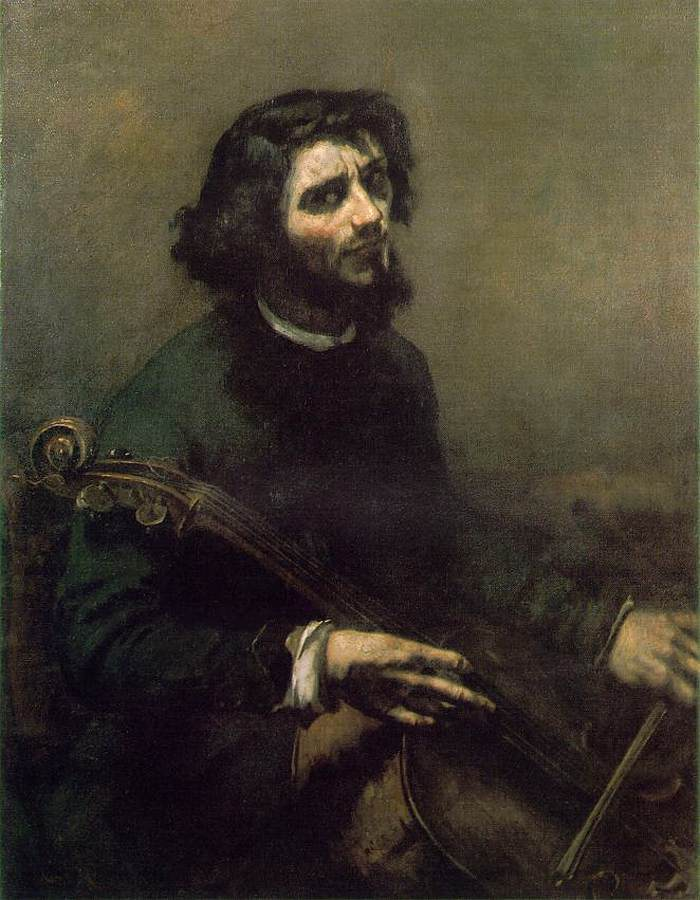
Le Violoncelliste (1847), Nationalmuseum.
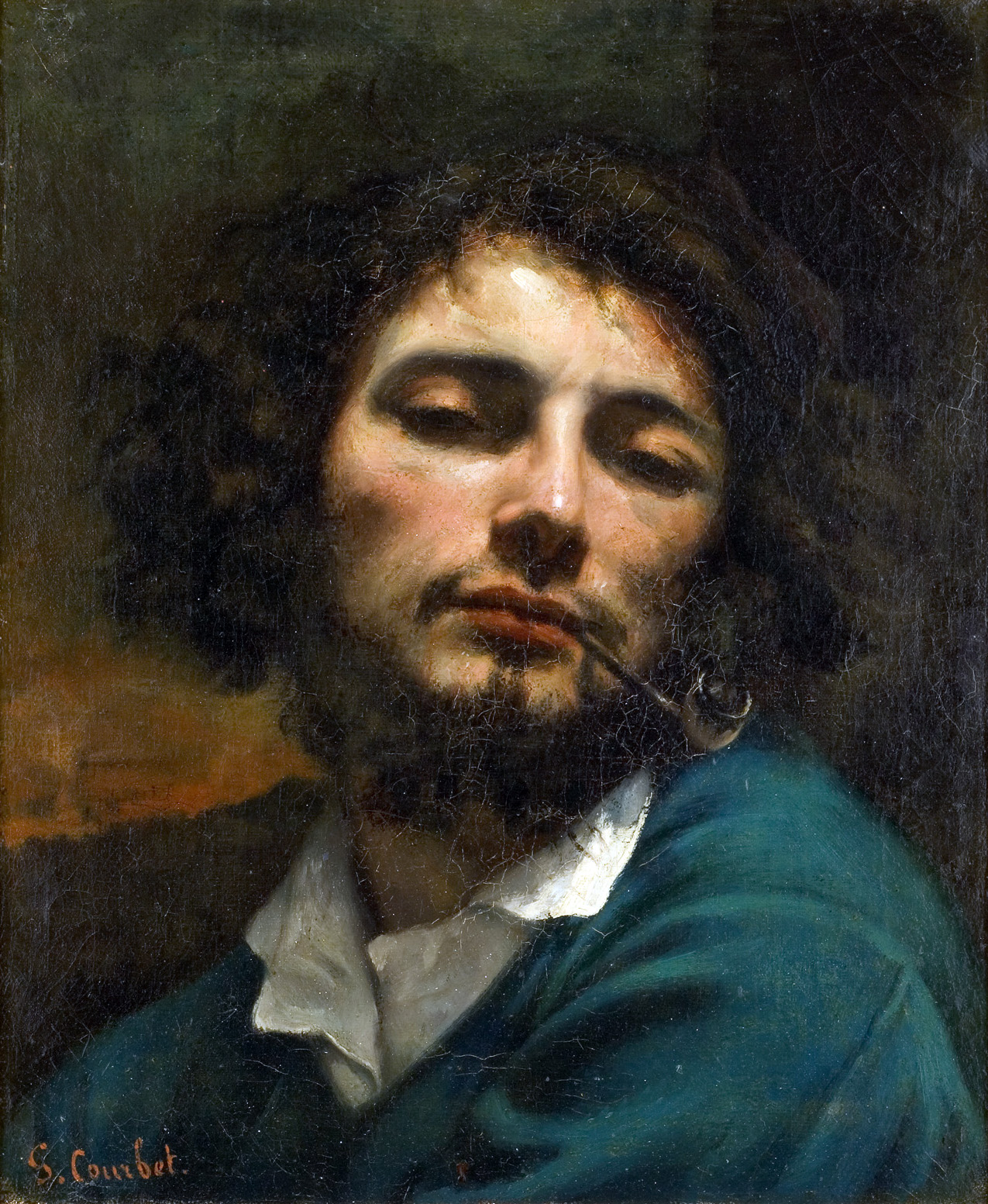
L'Homme à la pipe (vers 1849), musée Fabre.
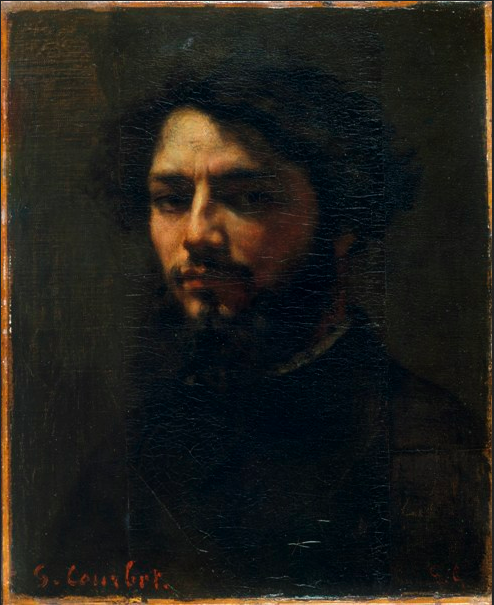
Autoportrait (vers 1850), musée des Beaux-Arts et d'Archéologie de Besançon.
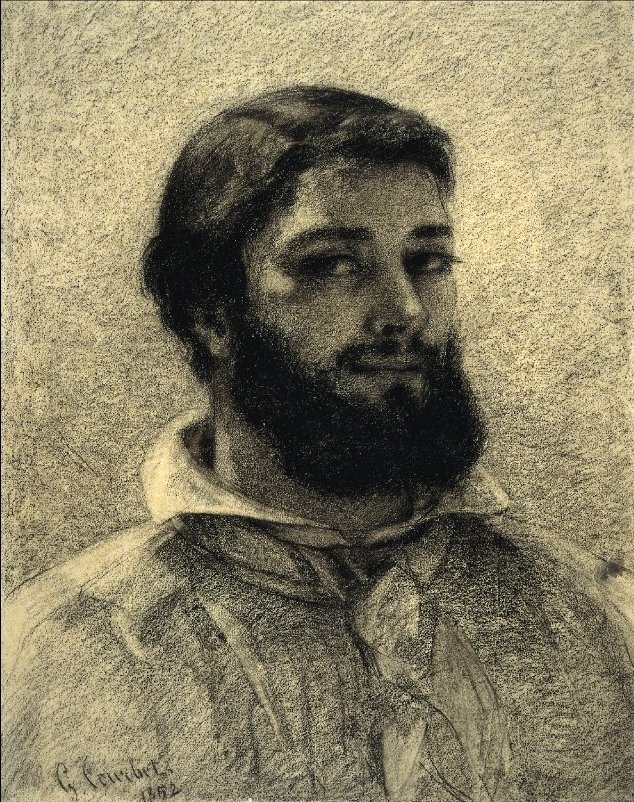
Autoportrait (dessin, 1852), British Museum.
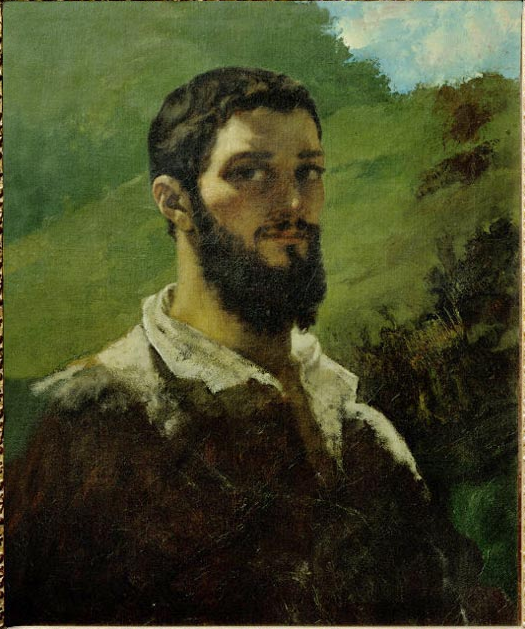
Portrait d'homme dit Portrait de l'artiste par lui-même (1850-1853), Ny Carlsberg Glyptotek.

## Courbet se met en scène

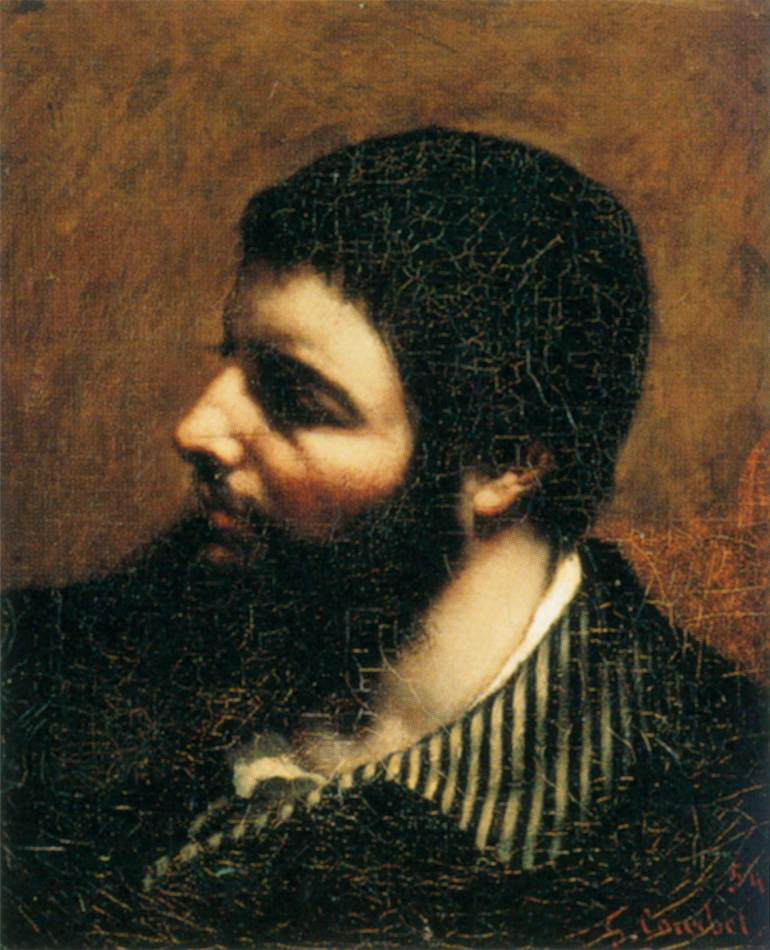
Autoportrait dit au col rayé (1854), musée Fabre.
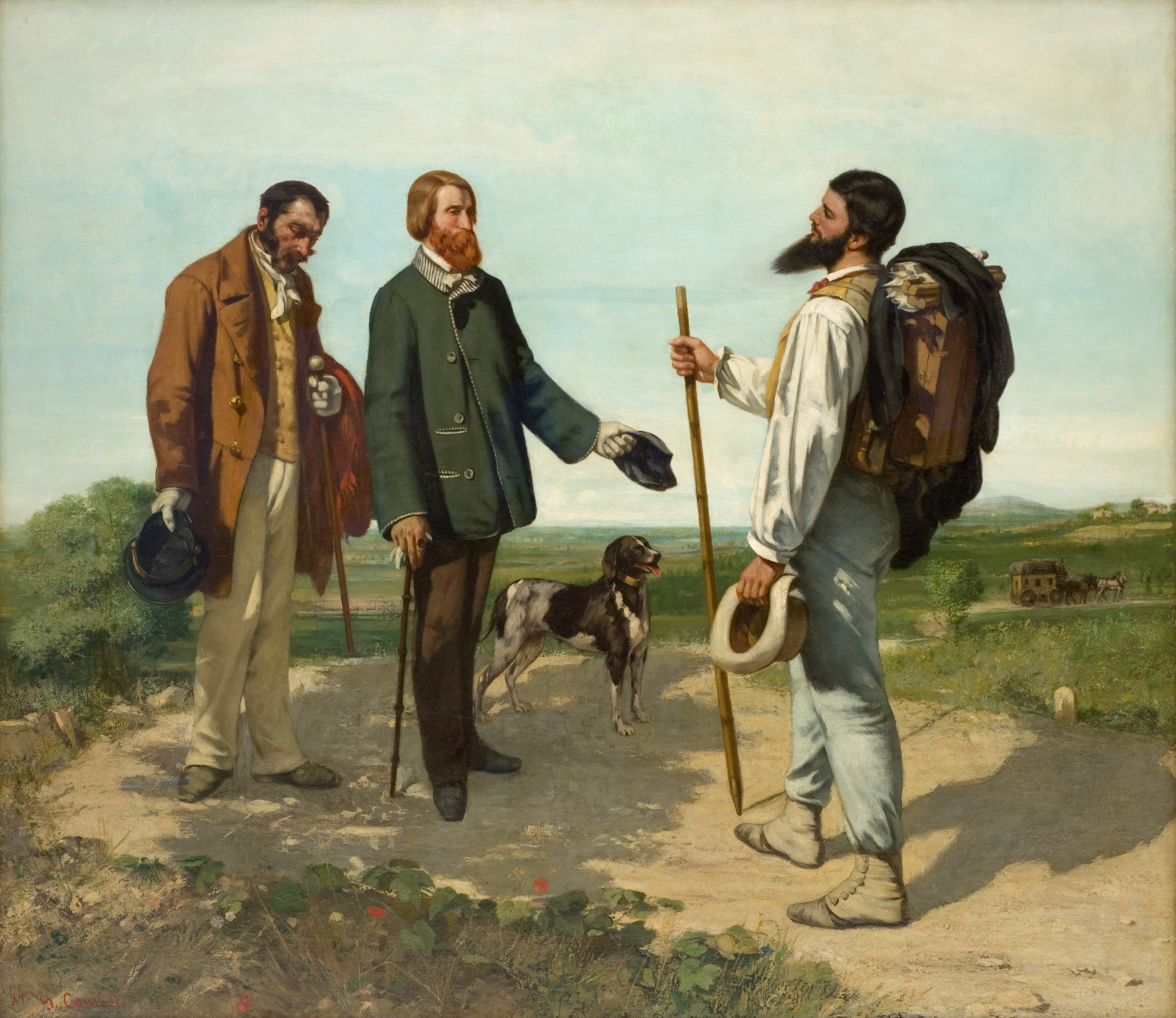
La Rencontre, ou Bonjour Monsieur Courbet (1854), musée Fabre.
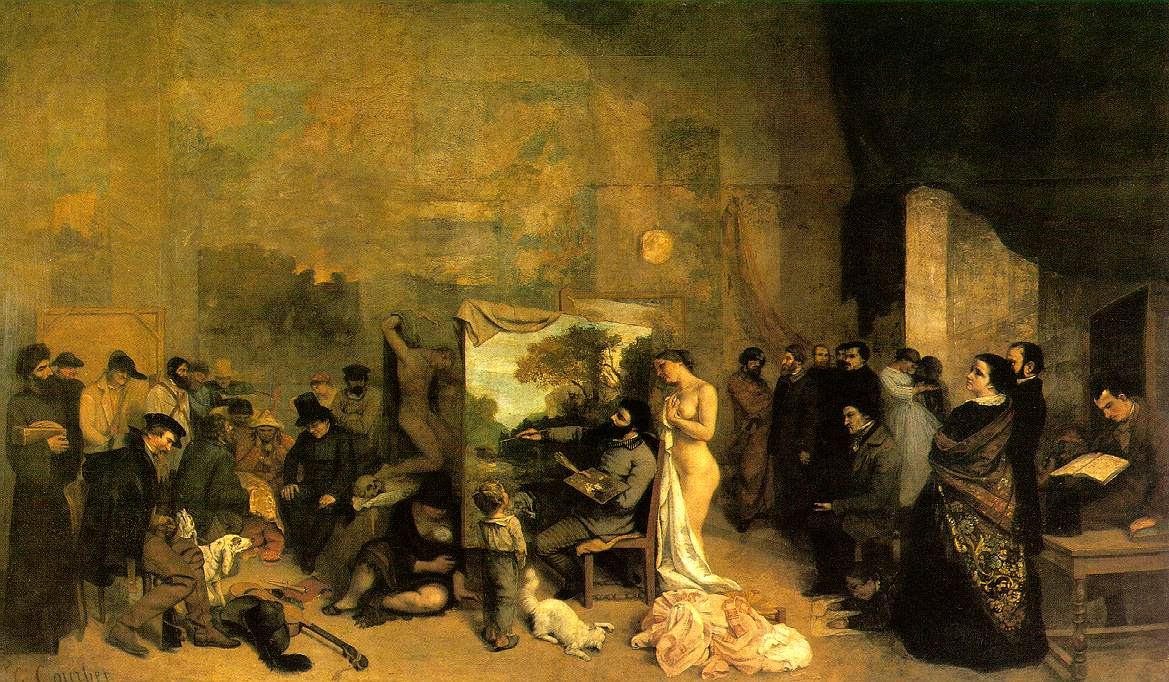
L'Atelier du peintre (1855), musée du Louvre.
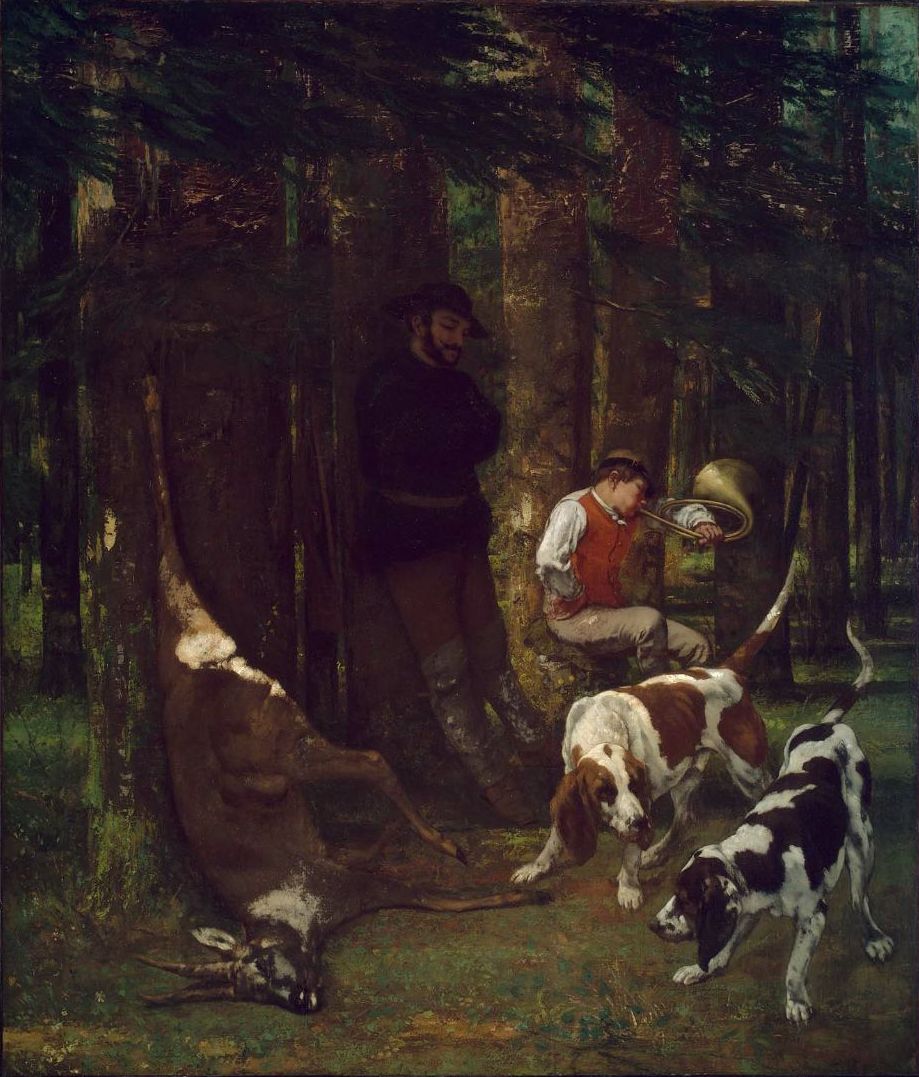
La Curée, chasse au chevreuil dans les forêts du Grand Jura (1857), musée des Beaux-Arts de Boston.

## Derniers autoportraits

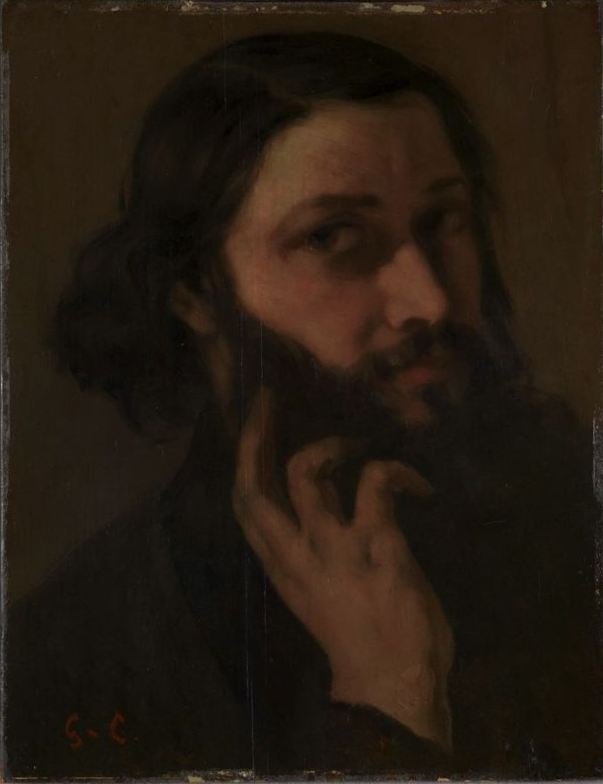
Petit Autoportrait (1865-1866), musée des Beaux-Arts de San Francisco.
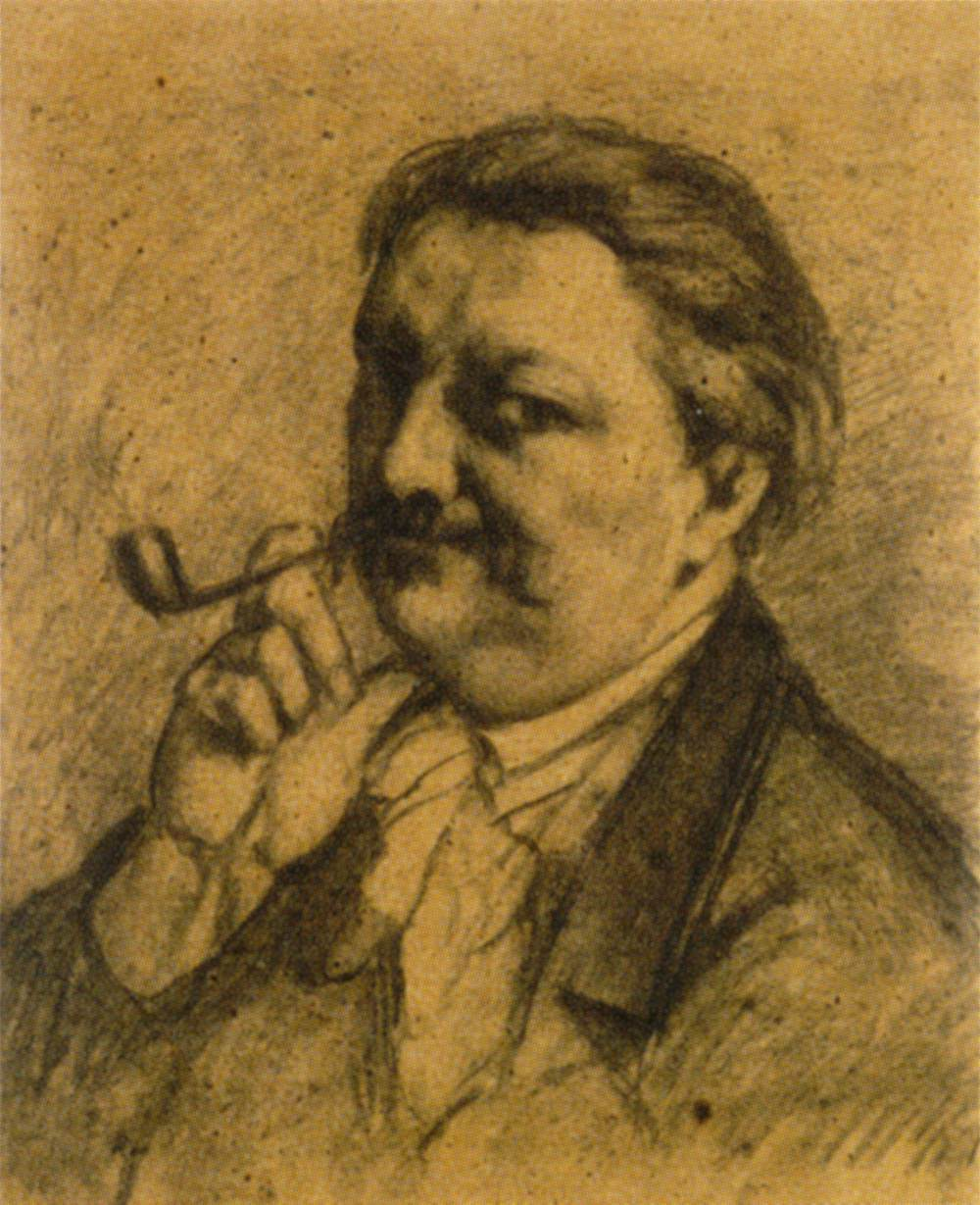
Autoportrait (dessin, 1871), musée du Louvre.
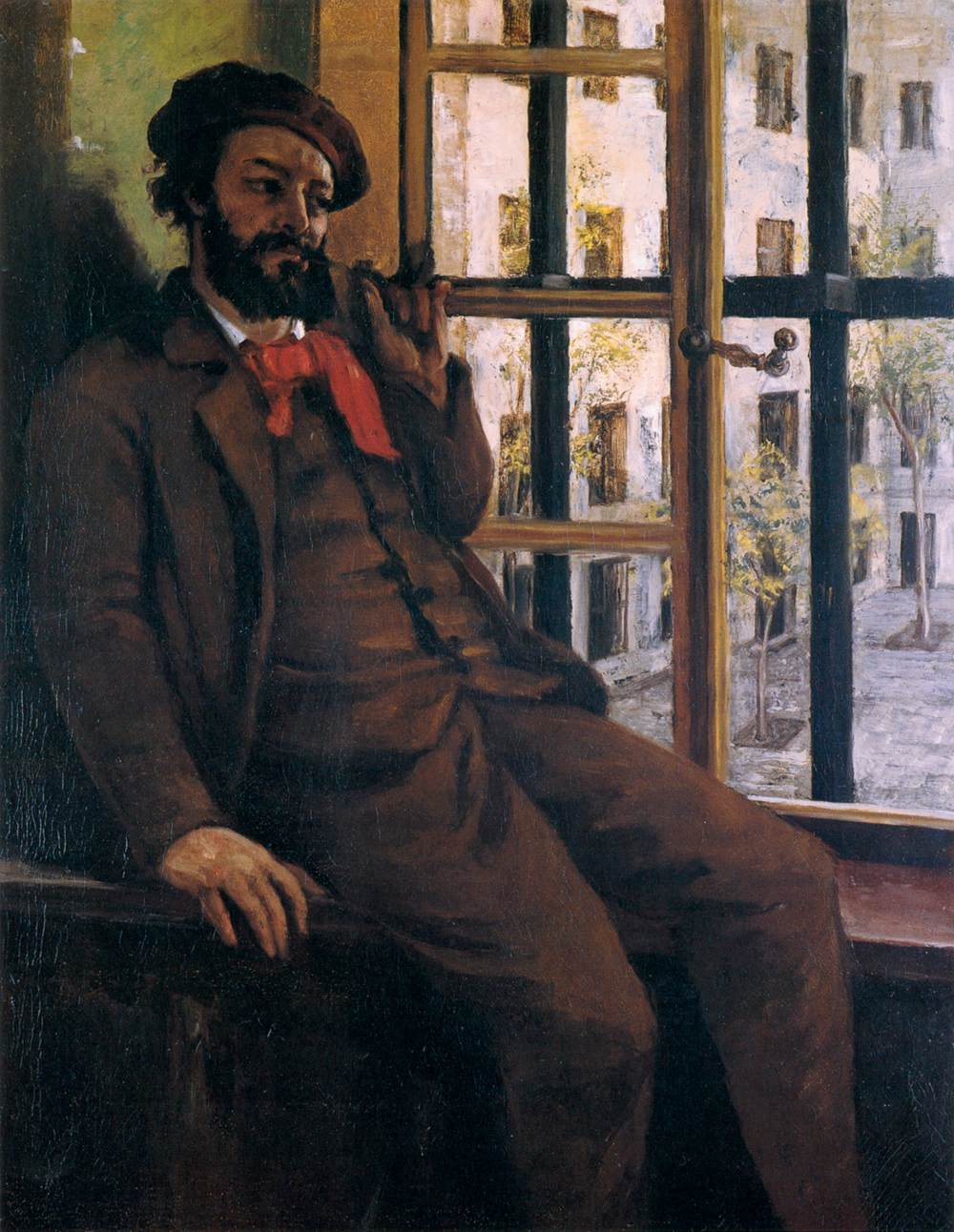
Autoportrait à Sainte-Pélagie (vers 1872), musée Courbet.
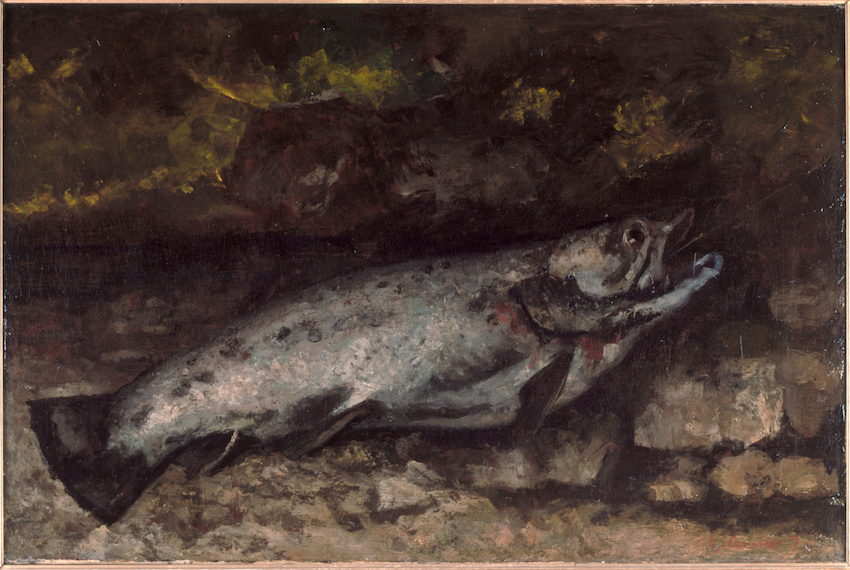
La Truite, 1873, musée d'Orsay, qui peut être considérée comme une représentation du peintre lui-même en proie à ses difficultés du moment[1],